# Estación La Vanguardia
La Vanguardia es una estación de ferrocarril ubicada en la localidad del mismo nombre en el Departamento Constitución, Provincia de Santa Fe, Argentina.
Sus vías e instalaciones se encuentran abandonadas, aunque esté a cargo de la empresa estatal Trenes Argentinos Cargas.

## Historia
Fue construida por la Compañía General de Ferrocarriles en la Provincia de Buenos Aires en 1908, como parte de la vía que llegó a Rosario en ese mismo año.
El 27 de noviembre de 1910 se lotearon los terrenos de los alrededores y se creó el pueblo La Vanguardia.